# Jeremiah (Comic)
Jeremiah ist eine frankobelgische Comicserie, getextet und gezeichnet von Hermann. Sie spielt in einem dystopischen Amerika der Zukunft.
Die Bände 1–11 wurden von Fraymond koloriert, Band 14 und 15 von Željko Pahek, alle anderen Ausgaben kolorierte Hermann selbst. Bisher sind 40 Bände erschienen.

## Inhalt
Nach einem Weltkrieg ist die gesamte Zivilisation vernichtet. Die wenigen Überlebenden hausen unter schwierigen Bedingungen, nicht selten gilt das Gesetz des Stärkeren wie einst bei den Pionieren im „Wilden Westen“. Nachdem der Wohnort von Jeremiah überfallen worden ist und fast alle Bewohner getötet worden sind, schließt sich Jeremiah dem Schlitzohr Kurdy Malloy an. Gemeinsam versuchen sie, über die Runden zu kommen und Geld zu verdienen. Sie begegnen auf den langen Touren oftmals kriminellen Gruppierungen, Sonderlingen oder abgeschotteten Stadtstaaten.

## Veröffentlichung
Die Serie erschien erstmals im September 1978 im deutschen Magazin Zack des Koralle-Verlags noch unter dem Namen David Walker. Kurz darauf erschien sie auf Französisch im Magazin Super-As als Jeremiah. In Belgien erschienen die Alben ab 1979 bei Fleurus, Novedi und ab Band 13 bei Dupuis.
In Deutschland wurden seit 1988 vom Carlsen Verlag alle Bände bis Band 20 veröffentlicht, die folgenden Bände erschienen zuerst bei Kult Editionen und aktuell bei Erko. Ab 2012 erschien im Verlag Kult-Editionen eine digital restaurierte Gesamtausgabe, die aktuell ebenfalls bei Erko weitergeführt wird. Jeder Band enthält drei Geschichten.
In den Jahren 2002 bis 2004 wurden insgesamt 34 Folgen von Jeremiah – Krieger des Donners, einer auf dem Comic basierenden amerikanischen Fernsehserie mit Luke Perry in der Titelrolle gedreht.
Der Titel (französisch „Celui qui manque“, deutsch „Vermisst“) und die Covergestaltung des vierzigsten Bands nähren Spekulationen, die bereits bei Erscheinen von Band 39 kursierten, dass die Serie mit Band 40 endet, weil der Titelheld Band 39 nicht überlebt hat.

## Comics
| Nr. | deutscher Titel                   | Jahr | deutsche ISBN          |
| --- | --------------------------------- | ---- | ---------------------- |
| 1   | Die Nacht der Adler               | 1978 | ISBN 978-90-8982-067-9 |
| 2   | Die Wüstenpiraten                 | 1979 | ISBN 978-90-8982-067-9 |
| 3   | Aufstand der Tagelöhner           | 1980 | ISBN 978-90-8982-067-9 |
| 4   | Glutrote Augen                    | 1980 | ISBN 978-90-8982-080-8 |
| 5   | Der Pakt                          | 1981 | ISBN 978-90-8982-080-8 |
| 6   | Die Sekte                         | 1982 | ISBN 978-90-8982-080-8 |
| 7   | Afromerika                        | 1982 | ISBN 978-90-8982-082-2 |
| 8   | Der lebende Sumpf                 | 1983 | ISBN 978-90-8982-082-2 |
| 9   | Gefährliche Narren                | 1983 | ISBN 978-90-8982-082-2 |
| 10  | Bumerang                          | 1984 | ISBN 978-961-94395-2-4 |
| 11  | Explosive Beute                   | 1985 | ISBN 978-961-94395-2-4 |
| 12  | Julius & Romea                    | 1986 | ISBN 978-961-94395-2-4 |
| 13  | Göttliche Geschäfte               | 1988 | ISBN 978-961-94519-0-8 |
| 14  | Simons Rückkehr                   | 1989 | ISBN 978-961-94519-0-8 |
| 15  | Alex                              | 1990 | ISBN 978-961-94519-0-8 |
| 16  | Gefährliches Terrain              | 1992 | ISBN 978-961-7081-18-3 |
| 17  | Falsche Hoffnungen                | 1994 | ISBN 978-961-7081-18-3 |
| 18  | Ave Caesar                        | 1995 | ISBN 978-961-7081-18-3 |
| 19  | Gefährliche Grenzen               | 1996 | ISBN 978-3-551-71659-0 |
| 20  | Söldner                           | 1998 | ISBN 978-3-551-71742-9 |
| 21  | Vetter Lindford                   | 1998 | nicht vergeben         |
| 22  | Das Versteck im Sumpf             | 2001 | nicht vergeben         |
| 23  | Wer ist Blue Fox?                 | 2002 | nicht vergeben         |
| 24  | Der letzte Diamant                | 2003 | nicht vergeben         |
| 25  | und wenn die Erde eines Tages ... | 2004 | nicht vergeben         |
| 26  | Hafen im Nebel                    | 2005 | nicht vergeben         |
| 27  | Elsie und die Stadt               | 2007 | ISBN 978-90-78285-60-1 |
| 28  | Esra geht es gut                  | 2008 | ISBN 978-90-78285-89-2 |
| 29  | Die kleine Katze ist tot          | 2010 | ISBN 978-90-8982-040-2 |
| 30  | fifty-fifty                       | 2011 | ISBN 978-90-8982-053-2 |
| 31  | Der Hexenkessel                   | 2011 | ISBN 978-90-8982-063-1 |
| 32  | Der Boss                          | 2012 | ISBN 978-90-8982-081-5 |
| 33  | Eine Blonde und ein großer Hund   | 2014 | ISBN 978-90-8982-086-0 |
| 34  | Jungle City                       | 2015 | ISBN 978-90-8982-092-1 |
| 35  | Kurdy Malloy und Mama Olga        | 2017 | ISBN 978-90-8982-122-5 |
| 36  | Krasser Scheiß!                   | 2018 | ISBN 978-961-94395-7-9 |
| 37  | Die Bestie                        | 2019 | ISBN 978-961-7081-08-4 |
| 38  | Kapiert?                          | 2020 | ISBN 978-961-7081-66-4 |
| 39  | Groll                             | 2022 | ISBN 978-961-7081-90-9 |
| 40  | Vermisst                          | 2023 | ISBN 978-961-7210-02-6 |